# 降魔的番外篇 - 首部曲
《降魔的番外篇》（英文：The Taxorcist Sidequel），為香港電視廣播有限公司首部與電視劇故事互相呼應的網絡劇，此劇同時為2017年電視劇《降魔的》的外傳，雖然處於同一時空，但此劇和原作的故事並無太大關聯。集時裝、驚悚、鬼魂、喜劇於一身。此網絡劇由楊潮凱、黃建東、鄧佩儀、張曦雯主演。並暫定製作三部曲。

## 劇集簡介
《降魔的番外篇 - 首部曲》（英文：The Taxorcist Sidequel - Chapter One），為香港電視廣播有限公司首部與電視劇故事互相呼應的網絡劇，集時裝、驚悚、鬼魂、喜劇於一身。此網絡劇由楊潮凱、黃建東、鄧佩儀、張曦雯主演，並於《降魔的》播映完畢後於網上平台big big channel緊接播放。 該劇為無綫電視50周年台慶網劇之一。《降魔的番外篇–首部曲》劇場版於2018年4月22日於無綫電視翡翠台首播。

## 故事大綱
綽號「地獄黑仔王」的夜間的士司機喬左治（楊潮凱飾）充份發揮到自己的職業的優勢：頻頻撞鬼，最後更導致家財盡失。直到重遇中學同學高古尼（黃建東飾），使他完全克服對妖魔鬼怪的恐懼。古尼與左治為中學死黨，事隔多年，沒想到古尼已搖身一變成為一名科學家，專門研究靈體武器集結能量，矢志發展靈力發電，以拯救地球能源危機亦可以借此賺錢，之後兩人一起成立「降魔的士事務所」，希望能拯救世界。

## 演員表

### 主演
| 演員   | 角色   | 關係 |
| 楊潮凱 | 喬左治 | George 夜更的士司機 乔威廉之兄 高古尼之好友 的士降魔師 「降魔的士事務所」成員 視馬季為偶像 羅蒂之夫 波旬之女婿 因看著古尼被魔吸走卻救不到他而非常自責 带着罗蒂一起去外国过新生活                                                                                             |
| 黃建東 | 高古尼 | 科學家 喬左治之好友 曾被左治誤認為《降魔的》中的變態乘客Jason 發明的「能量偵測器2.0」能收集靈體的能量珠，希望能以靈力作發電用途 「降魔的士事務所」成員 用「絕地降魔陣」成功拯救左治及收伏雪狐妖 不幸地被吸進由羅伽製造的異度空間後消失                                       |
| 鄧佩儀 | 羅 蒂  | 小三 第六天魔王／波旬么女 掌管樂慾 羅伽之妹 乔威廉之嫂 心地善良 懂得瞬間轉移 喬左治之妻 因羅伽失職而被波旬委任下凡代替姐姐執行職務 下凡收集石精靈補天期間遇上雪狐妖，遭其襲擊後短暫失憶 於第十回恢復記憶 最後利用其分身殺死噬靈魔，救回古尼及左治 带着左治一起去外国过新生活 |
| 張曦雯 | 羅 伽  | 第六天魔王／波旬次女 掌管貪慾 羅蒂之姊 乔左治之姊 自稱「魔界女王」 勾結魔界勢力並組織軍隊 目標是奪取三界（天界，人界，魔界）的統治權 原被波旬委任下凡召喚一眾石精靈協助修復天界缺口，但下凡後卻只顧吃喝玩樂而失職 古尼不幸被吸入她製造的異度空間                             |

### 人界
| 演員   | 角色   | 關係                |
| 楊潮凱 | 喬左治 | George 的士司機     |
| 方紹聰 | 爆 偈  | 的士司機 喬左治行家 |
| 陳國峰 | 尾 燈  | 的士司機 喬左治行家 |
| 易智遠 | 冚 旗  | 的士司機 喬左治行家 |
| 游莨維 | 牛肉乾 | 的士司機 喬左治行家 |

### 天界／魔界
| 演員                  | 角色     | 關係 |
| 泰 臣                 | 波 旬    | 第六天魔王／天界主席 參見單元角色(首部曲)                                                                      |
| 鄧佩儀                | 羅 蒂    | 小三 第六天魔王                                                                                                |
| 何佩珉                |          | 羅蒂的分身 彈鋼琴時的樂曲能收伏妖 與噬靈魔對決時，雖把其擊敗但被其死前暗算，最終共同灰飛煙滅                   |
| 張曦雯                | 羅 伽    | 第六天魔王 |
| 周麗欣 譚美怡（聲演） | 化樂天女 | 天界議會議員 指出羅伽犯下兩大天條： *奉命下凡後沒有執行司職 *勾結靈界勢力，企圖破壞天界平衡 動議取消羅伽的職務 |
| 曾海昌 高志永（聲演） | 夜摩天王 | 天界議會議員 於議會上向波旬丟蕉皮，控訴他沒解決天人兩界失衡之事                                                |
| 曾海昌 李霆軒（聲演） | 梅呾利耶 | 天界議會議員 控訴波旬用人唯親，導致天界缺口遲遲未能修復                                                        |
| 董敬文                | 廣目天王 | 四大天王 天界議會議員 與眾議員一起聲討波旬                                                                     |
| 董敬文                | 持國天王 | 四大天王 天界議會議員 與眾議員一起聲討波旬                                                                     |
| 董敬文                | 增長天王 | 四大天王 天界議會議員 與眾議員一起聲討波旬                                                                     |
| 董敬文                | 多聞天王 | 四大天王 天界議會議員 與眾議員一起聲討波旬                                                                     |
| 許家傑                | 雪狐妖   | 羅伽手下之一 屬性：妖 能令四周降雪變成雪地及將一切冰封 於第九回被高古尼所設的絕地降魔陣收復                    |
| 陳志健                | 噬靈魔   | 羅伽手下之一 屬性：魔 於第十二回與羅蒂的分身展開對決，二人最終灰飛煙滅                                         |
| 曹思詩                | 如 魅    | 屬性：魅 參見友情客串                                                                                          |
| 何遠東                | 龍 茂    | 龍貓 《降魔的》的士司機 屬性：靈 參見友情客串                                                                  |

### 友情客串
| 演員   | 角色         | 關係 |
| 何遠東 | 龍 茂        | 龍貓 《降魔的》的士司機 馬季之好友 屬性：靈 附身喬左治身上 第一回登場                                                                       |
| 張振朗 | 推銷員       | 推銷能量水 神婆之夫 第二回登場 |
| 陳芷尤 | 神 婆        | 推銷員之妻 第二回登場 |
| 楊詩敏 |              | 「良心的士車行」老闆娘 第三回登場 |
| 余應彤 | 西裝男       | 第四回登場 |
| 曹思詩 | 如 魅        | 屬性：魅 以美貌吸引男生，並吸走對方精元 已被喬左治收伏 第四回登場                                                                           |
| 馬國明 | 馬 季        | 小馬 的士司機，《降魔的》主角 龍茂之好友 喬左治之偶像 有陰陽眼，從而能看見靈異生物 傳說中的「的士降魔師」 收伏雪狐妖時被左治搞砸 第六回登場 |
| 吳幸美 | 吳幸美       | 東張西望主持 第八回登場 |
| 泰 臣  | 波 旬        | 第六天魔王／天界主席 羅伽及羅蒂之父 派羅伽及羅蒂下凡召集一眾石精靈修復天界缺口 因羅伽失職及勾結魔界勢力而被天界議員指責 於第十回登場        |
| 麥凱程 | 神秘人Maya X | 第十三回登場 在結尾時成功趕到並拯救喬左治及羅蒂                                                                                             |

## 降魔的士事務所

### 降魔的士事務所管理員
| 演員   | 角色   | 崗位                                                    |
| 楊潮凱 | 喬左治 | 的士司機 / 降魔師／研究員／《有鬼呀！救命 App》測試人員 |
| 黃建東 | 高古尼 | 發明家／研究員／《有鬼呀！救命 App》設計及程式編寫員    |
| 鄧佩儀 | 羅 蒂  | 宣傳模特／研究員                                        |

### 靈界魔法級數
| 有鬼呀！救命App |          |                                                                            |        |          |
| 級數            | 靈體屬性 | 簡介                                                                       | 代表色 | 升級費用 |
| Lv 1-3          | 靈       | 由人類死後的怨念積聚已成（俗稱遊魂野鬼） 靈分為三類： - 幽靈 - 邪靈 - 惡靈 | 白色   | 免費     |
| Lv 4            | 魅       | 靈的進化， 能夠附身， 以魅力吸引和魅惑獵物。 能夠吸取男性的精元            | 藍色   | $499     |
| Lv 5            | 精       | 分為精靈與妖兩種： - 精靈能得道成仙 - 一念地獄淪為妖                       | 黃色   | $599     |
| Lv 6            | 妖       | 可隨意幻化成不同形態， 動作快如閃電， 但生性兇殘。                         | 紅色   | $699     |
| Lv 7            | 魔       | 精靈的天敵。有一種魔叫噬靈魔， 能吞噬靈和魅。 力大無窮。                   | 紫色   | $999     |

降魔應用程式會因應遇到不同等級的靈體而要求用戶加錢升級才能收伏

### 降魔工具
- 「能量偵測器 2.0」
  - 「能量偵測器1.0」之改良版，配合智能手機「有鬼呀！救命」降魔應用程式使用，頂部設有電達儀器，可探測靈體
  - 當偵測到靈體，會顯示出靈體的等級（Level）及閃出相應顏色的燈
- 「降魔瓶」
  - 作用為收集靈體的能量珠
- 「質子槍」
  - 專用來對付「高階靈體」
- 「絕地降魔陣」
  - Maya X 之晶石
  - 巨型捕夢網
- 「Kukutota」
  - 能封印特異功能，附體者能利用此看到被封印者之記憶

## 每集資料

### 首部曲
| 集數     | 標題              | 推出日期       |
| 第一回   | 從降魔以前說起... | 2017年12月1日  |
| 第二回   | 左治古尼 友情1.0  | 2017年12月1日  |
| 第三回   | 謎樣APP神         | 2017年12月1日  |
| 第四回   | 記住口訣 DOAC     | 2017年12月1日  |
| 第五回   | 靈魅精妖魔        | 2017年12月8日  |
| 第六回   | 精靈.馬季.雪狐妖  | 2017年12月8日  |
| 第七回   | 降魔的士事務所    | 2017年12月8日  |
| 第八回   | 花森林的時光      | 2017年12月8日  |
| 第九回   | 絕地降魔陣        | 2017年12月11日 |
| 第十回   | 羅蒂甦醒          | 2017年12月12日 |
| 第十一回 | 小三的背叛        | 2017年12月14日 |
| 第十二回 | 降魔的結局        | 2017年12月15日 |

## 軼事
1. 《降魔的番外篇-首部曲》是BigBigChannel 推出的首套網劇
2. 此網劇是無綫電視首次與劇集互相呼應的作品
3. 此網劇為楊潮凱入行8年首部擔正做男主角之劇集
4. 劇中有黃建東及楊潮凱在山上拍攝了一幕二人全裸戲份，二人的重要部位在後製時加上馬賽克
5. 馬國明、何遠東及黃建東同時參演《降魔的》及《降魔的番外篇-首部曲》，但唯獨黃建東所演之角色與電視劇不同（降魔的其演繹一個變態男乘客 Jason，而番外篇飾演一名對靈異有興趣之科學家 高古尼）
6. 「番外篇」之後，BigBigChannel 已推出《降魔的番外篇-首部曲》劇場版，將12集剪輯成兩集(每集60分鐘連廣告)，全片長約100分鐘。
7. 《降魔的番外篇-首部曲》劇場版的尾段有從未曝光由楊潮凱主唱之片尾曲《宿命》之MV播放，MV長約3分30秒。
8. 《降魔的番外篇-首部曲》於2018年4月22日晚上8：30 於無綫電視翡翠台播出。

## 外部連結
- 降魔的番外篇 - 首部曲 - myTV SUPER （页面存档备份，存于）
- 《降魔的番外篇》.香港01 （页面存档备份，存于）

## 電視節目的變遷

### 香港播放
| 香港 無綫電視翡翠台 星期日 20:30 - 22:30                                                                                 | 香港 無綫電視翡翠台 星期日 20:30 - 22:30 | 香港 無綫電視翡翠台 星期日 20:30 - 22:30 |
| --- | ---------------------------------------- | ---------------------------------------- |
| | 降魔的番外篇 - 首部曲 （2018-04-22）     |                                          |
| 降魔的 捉妖遊戲（20:30-21:30） （2018-04-14 - 2018-04-15） 三個女人一個「因」（21:30-23:30） （2018-02-18 - 2018-04-15） | 冒險王衛斯理 （2018-04-29 - 2018-07-08） |                                          |